# Acrapex pertusa
Acrapex pertusa är en fjärilsart som beskrevs av Emilio Berio 1973. Acrapex pertusa ingår i släktet Acrapex och familjen nattflyn. Inga underarter finns listade i Catalogue of Life.